# Мондин-да-Бейра
Мондин-да-Бейра (порт. Mondim da Beira)  —  район (фрегезия) в Португалии,  входит в округ Визеу. Является составной частью муниципалитета  Тарока. Находится в составе крупной городской агломерации Большое Визеу. По старому административному делению входил в провинцию Бейра-Алта. Входит в экономико-статистический  субрегион Доуру, который входит в Северный регион. Население составляет 747 человек на 2001 год. Занимает площадь 5,26 км².
Покровителем района считается Дева Мария (порт. Maria). 